# Estadio de Carabineros
El Estadio de Carabineros fue un recinto deportivo ubicado en el centro de la ciudad de Santiago, Chile. Fue inaugurado en 1923 con el nombre de Stadium Policial, y desde 1927 tomó el nombre de Carabineros de Chile, tras la fundación de esta institución.

## Historia
El estadio nació como iniciativa del prefecto de la Policía de Santiago, Julio Bustamante. Con la cooperación del gobierno central, encabezó un comité encargado de los trabajos, con el objetivo de dotar de un campo deportivo para los miembros de la institución. Este comité estaba formado por el comisario inspector Manuel Concha, los subcomisarios Honorato, Ballesteros y Romo, y el contador Cordero. Su construcción comenzó el año 1922 detrás del parque Centenario, antecesor del parque de los Reyes, en terrenos que fueron caja del río Mapocho, cercanos a la avenida Cumming y a las vías del Ferrocarril de Circunvalación.
El proyecto fue encargado al arquitecto Luciano Kulczewski, y en su edificación utilizaron mano de obra de reclusos. El complejo deportivo contemplaba la construcción de canchas de fútbol, carreras, tenis, baloncesto, un casino, teatro al aire libre, y una piscina de natación, de 50 metros de largo por 25 metros de ancho y una profundidad aproximada de 2 metros. En su entrada principal se alzaba una gran puerta, en cuyo dintel se destacaba un bajorrelieve que simbolizaba el atletismo.
El 22 de septiembre de 1923, fue su inauguración oficial. Se organizó una fiesta social y deportiva a la que asistió el presidente Arturo Alessandri, así como diversas personalidades políticas y miembros de la policía.
La cancha de fútbol era el lugar donde ejercía de local el equipo policial Club Atlético Brigada Central, aunque también era utilizado para encuentros de otros clubes de la capital.
En 1933, fue escenario del primer partido jugado con luz artificial en Chile, el 21 de diciembre. El campo de juego estaba rodeado de un empalizado que lo separaba del público, el que se ubicaba en las tribunas –bajo un cobertizo rústico– y galerías, con una capacidad total de 12 000 personas.
En junio de 1945, se decretó el cierre del complejo deportivo, por sus deficientes condiciones de seguridad. No obstante, en noviembre de 1946, el Club Social y Deportivo Colo-Colo compró los terrenos del estadio a la Caja de Previsión Carabineros de Chile en $5 500 000, pagaderos en cinco años, con la intención de levantar en ese sitio un gran estadio. El club pagó el primer millón y para el segundo puso a la venta la sede del club, en San Pablo 1265, en un $1 800 000. Sin embargo, las características del terreno –ubicado en la ribera del Mapocho– frustraron dicho proyecto, por lo que el club albo optó por desprenderse del inmueble, que terminó siendo demolido en 1947.